# Schmalspurbahnen in Serbien

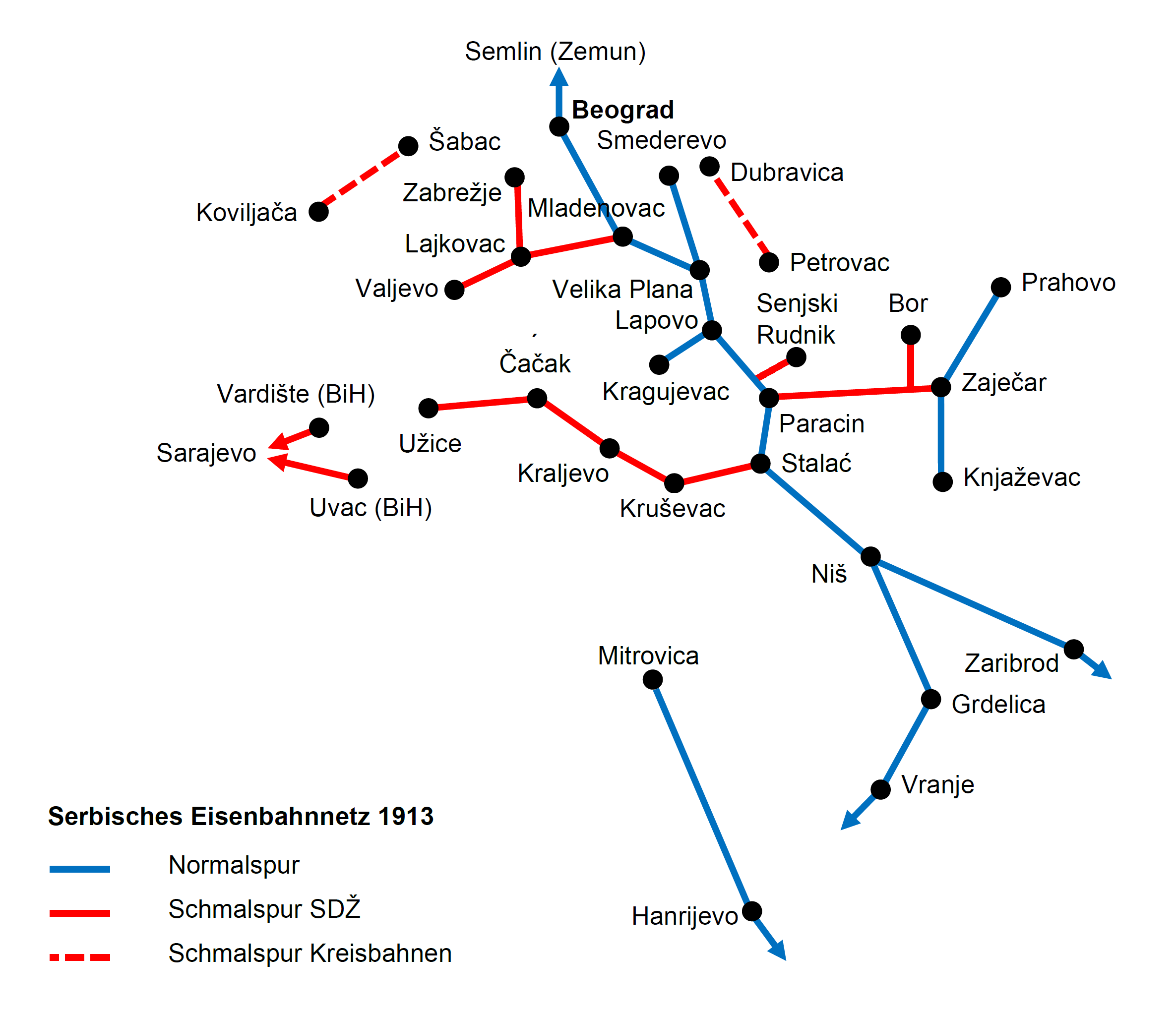
Das serbische Eisenbahnnetz bestand vor den Balkankriegen 1913 außer der normalspurigen Hauptstrecke Richtung Konstantinopel nur aus einer in Mehrzahl unverbundener Schmalspurbahnen. Nach 1913 kamen die vorher türkischen Strecken im Kosovo dazu.

Die Schmalspurbahnen im Königreich Serbien wurden ab Beginn des 20. Jahrhunderts großteils in Bosnischer Spurweite erstellt. Es entstand vorerst kein zusammenhängendes Netz wie in Bosnien und Herzegowina, sondern eine Ansammlung von untereinander nicht verbundenen Stichstrecken, die über weite Teile des Landes verteilt waren. Ab den 1960er-Jahren baute die Jugoslawische Eisenbahn (JŽ) die Schmalspurbahnen schrittweise auf Normalspur um oder stellten ihren Betrieb ein.

## Planung
In Serbien setzte der Eisenbahnbau verhältnismäßig spät ein. Das Hauptproblem des serbischen Eisenbahnbaus lag in der unterentwickelten Wirtschaft und der weitgehend gebirgigen Landschaft, was den Bahnbau verteuerte. Das finanzielle Problem konnte durch den Bau von billigeren Schmalspurbahnen entschärft werden, wie es die k. u. k. Bosnabahn und die Bosnisch-Herzegowinischen Staatsbahnen erfolgreich vorzeigten. Ein 1898 vom Königreich Serbien beschlossenes Eisenbahngesetz zur Erschließung des Landes enthielt auch Vorschläge für insgesamt neun Schmalspurstrecken. Diese sollten einheitlich in Bosnischer Spurweite von 760 mm ausgeführt werden, um eine allfällige Verbindung mit dem von Österreich-Ungarn errichteten umfangreichen bosnisch-herzegowinischen Schmalspurnetz in gleicher Spurweite zu ermöglichen.

## Eröffnungen bis 1914

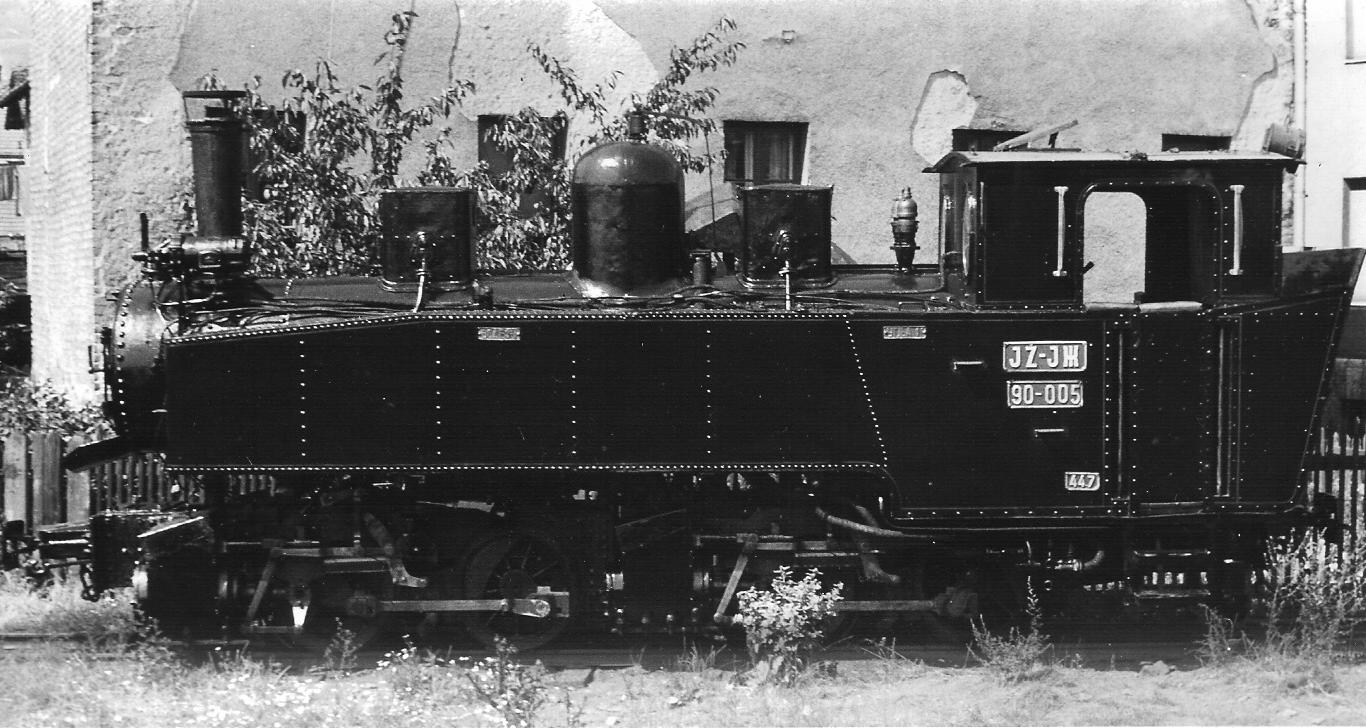
Wegen des angespannten Verhältnisses zu Österreich-Ungarn beschaffte das Königreich Serbien die Lokomotiven nicht in der Donaumonarchie, sondern in Deutschland und Frankreich.
Schmalspurige Mallet-Lokomotive der Baureihe SDŽ 391 bis 402, gebaut von Henschel in Kassel und der Aktiengesellschaft für Lokomotivbau Hohenzollern Düsseldorf.

Vorerst wurden einzelne Strecken gebaut, die jedoch noch kein zusammenhängendes Netz bildeten:
- Die erste serbische Schmalspurbahn größerer Länge führte von Radujevac an der Donau nach Vrška Čuka bei Zaječar und wurde 1889 eröffnet. Mit 760 mm Spurweite diente sie dem Kohletransport zu einem kleinen Hafen an der Donau. Wegen der belgischen Kapitalgeber wurde sie auch „Belgijska pruga“[1] genannt.
- 1892 wurde die erste staatliche Schmalspurbahn von Ćuprija zu den Kohleminen in Senjski Rudnik eröffnet, um für den Bahnbetrieb von importierter Kohle unabhängiger zu werden. Bis 1908 verkehrte diese als einzige serbische Strecke auf einer Spurweite von 750 mm. Im Zuge der Verlängerung nach Ravna Reka auf 31 km wurde sie aber auf 760 mm umgespurt.
- 1897 wurde entschieden, Aranđelovac mit dem an der Hauptstrecke Belgrad–Niš liegenden Bahnhof Mladenovac zu verbinden. Am 10. November 1904 (nach dem „neuen Kalender“) wurde die Strecke eröffnet und der Güterverkehr auf der 32 km langen Strecke Mladenovac–Aranđelovac aufgenommen.[2]
- Da die Save in den Wintermonaten oft gefroren war und dadurch die Flussschifffahrt und damit die Verbindung nach Belgrad unterbrochen wurde, entschied man sich zum Bau der Strecke von Zabrezje über Obrenovac und Lajkovac nach Valjevo sowie zur Verlängerung der Strecke Mladenovac–Aranđelovac nach Lajkovac[2].
  - Am 1. September 1908 wurde der Betrieb auf dem 67,4 km langen Abschnitt Zabrežje–Valjevo aufgenommen. Im Endbahnhof Zabrezje, der direkt an der Save lag, wurden die Waren auf Schiffe umgeladen.[3]
  - Die 43 km lange Strecke Aranđelovac–Lajkovac wurde am 23. Juni 1910 dem Verkehr übergeben.[2]

- Die Strecke Stalać–Užice querte als Ost-West-Verbindung mit Hauptbahncharakter Zentralserbien im Tal der Westlichen Morava. Sie verlief von Stalać über Kraljevo und Čačak nach Užice. Trotz des Zollkrieges (1906–1910) erteilte die österreichisch-ungarische Regierung die Genehmigung, die westserbische Eisenbahn in Vardište mit der Bosnischen Ostbahn zu verbinden, um den Plan zum Bau einer adriatischen Transversale über türkisches Gebiet zu vereiteln. Die 167,8 km lange Schmalspurbahn wurde bis zum 16. Juni 1912 kurz vor Beginn des Ersten Balkankrieges abschnittsweise eröffnet.[4] Die Verbindung Užice–Vardište (Šarganska osmica) konnte jedoch erst im Jahre 1925 eröffnet werden.[5]
- 1911 bis 1912 konnte die 105 km lange Strecke Paraćin–Zaječar dem Betrieb übergeben werden. Sie diente unter anderem der Erschließung der großen Kupferminen in Bor und war auch mit der Linie nach Radujevac verbunden. Die Stichstrecke nach Bor hatte eine Länge von 20 km.
- 1913 wurden Stalać und Paraćin mit einem Dreischienengleis in der Strecke Belgrad–Niš verbunden.
- 1911 begann der Bau der knapp 86 km langen Eisenbahnstrecke Lajkovac–Čačak. Der Bau dieser Schmalspurbahn wurde durch die Balkankriege und den Ersten Weltkrieg behindert, so dass die Strecke erst nach dem Krieg fertiggestellt wurde.[6]

Nebst den staatlichen, von der Srpske državne železnice (SDŽ) betriebenen Strecken wurden längere lokale Schmalspurbahnen betrieben, die als Kreisbahnen bezeichnet wurden:
- die 54 km lange Drina-Kreisbahn (POŽ) Šabac–Loznica–Koviljača, eröffnet 1910
- die Serbische oder Unabhängige Kreisbahn (SOŽ) Dubravica–Požarevac–Petrovac, 53 km lang und 1912 eröffnet. Später wurde die Strecke noch um 16 km bis Ladne Vodne verlängert – die geplante Verbindung nach Bor kam jedoch nie zustande.

## Erster Weltkrieg und Nachkriegszeit
Im Ersten Weltkrieg wurden die serbischen Eisenbahnanlagen bis an die Grenze beansprucht und stark zerstört. Während des Rückzugs zerstörten österreichisch-ungarische Truppen Bahnhöfe, Lokomotiven, Tunnel und Brücken. Von den 68 Schmalspurlokomotiven standen nach dem Krieg nur noch 14 zur Verfügung.
- Nach der 1920 erfolgten politischen Teilung des Banats kam die Hatzfelder Bahn Zrenjanin–Jimbolia (Hatzfeld) zum Großteil an das Königreich Jugoslawien.
- Am 1. Juni 1922 wurde das gebirgige Teilstück Ugrinovac–Gornji Milanovac eröffnet, damit war dann endlich die Verbindung Lajkovac–Čačak fertiggestellt. Bereits vorher wurden die Abschnitte Lajkovac–Ugrinovac am 2. Dezember 1919 und Čačak–Gornji Milanovac am 7. Juni 1920 in Betrieb genommen.
- Mit dem Neubau eines separaten Gleises zwischen Stalać und Paraćin waren ab Oktober 1924 bis auf die beiden Kreisbahnen und die Hatzfelder Bahn endlich alle 760 mm Schmalspurbahnen miteinander vernetzt. Die gesamte Verbindung von Ćuprija nach Stalać hatte eine Länge von 27,6 km.
- Ab Jänner 1925 war auch die Verbindung über den Šargan-Pass zum bosnischen Netz fertiggestellt. Zwischen Užice und Vardište hatten noch 57,8 km Strecke mit teilweise beträchtlichen Schwierigkeiten beim Bau gefehlt.
- 1928 folgte noch der 39,5 km lange Abschnitt Belgrad–Obrenovac, womit die Verbindung Belgrad–Sarajevo–Dubrovnik erstmals durchgehend befahrbar war.
- Weiters existierten in Serbien noch die 760 mm-spurigen Industrie- und Waldbahnen Preljina–Gorijevnica, Bor–Crni Vrh, Čičevac–Bela Reka–Stolovac sowie die Industriebahn des Stahlwerks Smederevo.
- sowie weitere kurze Flügelstrecken

Damit hatte um 1930 das zusammenhängende serbische Schmalspurnetz eine Ausdehnung von knapp 680 km erreicht, wobei in dieser Länge einige kurze Stichstrecken nicht enthalten sind. Diesbezüglich ist die Quellenlage aber sehr schwierig und eher ungenau. Gesamthaft bestanden zu dieser Zeit zumindest etwa 850 km Schmalspurbahnen der Spurweite 760 mm in Serbien.

## Niedergang
Bis 1960 war Belgrad einer der Endpunkte des serbischen Schmalspurnetzes, bis die Endstation in den Vorort Čukarica verlegt wurde. Neben Lokalzügen verkehrten auch Schnellzüge, die Schlafwagen mitführten und über Sarajevo und die Narentabahn bis nach Dubrovnik an der Adria verkehrten. 
Durch den weiteren schrittweisen Umbau auf Normalspur sank die Bedeutung der Schmalspurbahnen aber zusehends und es kam zu weiteren Streckeneinstellungen. Am 10. April 1982 wurde schließlich der letzte Abschnitt zwischen Arandjelovac und Lajkovac eingestellt, welcher allerdings seit 1971 nur mehr dem Güterverkehr gedient hatte.

## Heutiger Zustand
Heute erinnert neben einigen Denkmallokomotiven und dem Schmalspurmuseum in Požega die wieder aufgebaute Museumsbahn Šarganska osmica an die serbische Schmalspurvergangenheit: Ein Teil der Fortsetzung der in den 1970er-Jahren eingestellten Bosnischen Ostbahn wurde ab 1999 mit staatlichen Mitteln zwischen Mokra Gora und Jatare, später bis Šargan Vitasi als Touristenattraktion wieder in Betrieb genommen. Die Verlängerung ins bosnische Višegrad wurde 2010 eröffnet, jene nach Užice und Požega ist in Planung. Zum Einsatz kommen meist rumänische Diesellokomotiven der Baureihe L45H, jedoch sind auch einige Dampflokomotiven vorhanden und gelegentlich im Einsatz.
Aber auch die eingestellten und abgebauten Strecken sind meist noch auffindbar, zu einem großen Teil sind sie als Feldwege oder Erschließungsstraßen immer noch in Verwendung, wenn auch nicht immer in gutem Zustand. Auch viele Brücken und Tunnel sind immer noch vorhanden und meist befahr- oder begehbar.

## Bilder

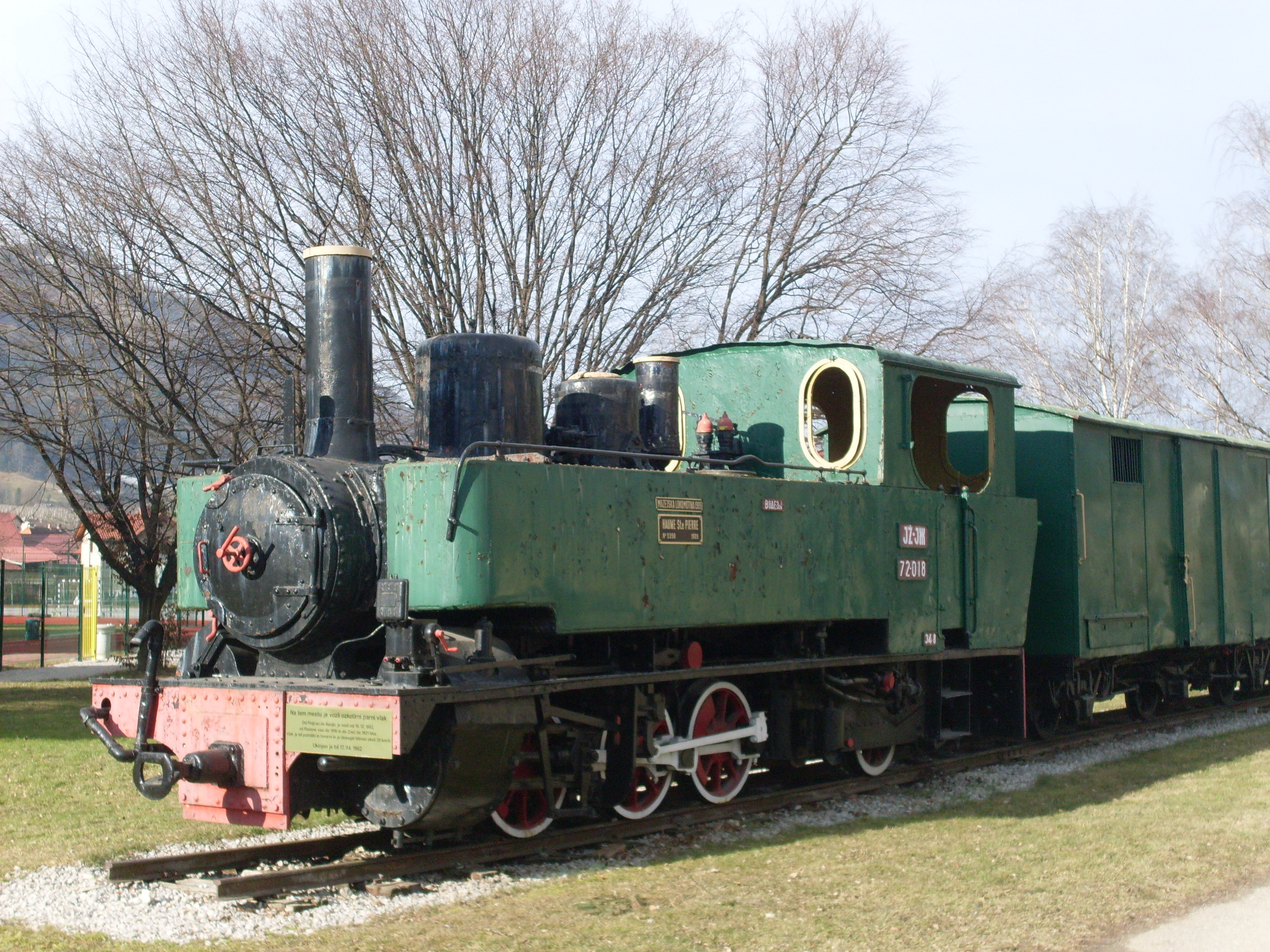
Die von 1889 bis 1918 bestehende Srpske Državne Železnice (SDŽ) beschaffte ab 1904 die Lokomotiven SDŽ 361 bis 375
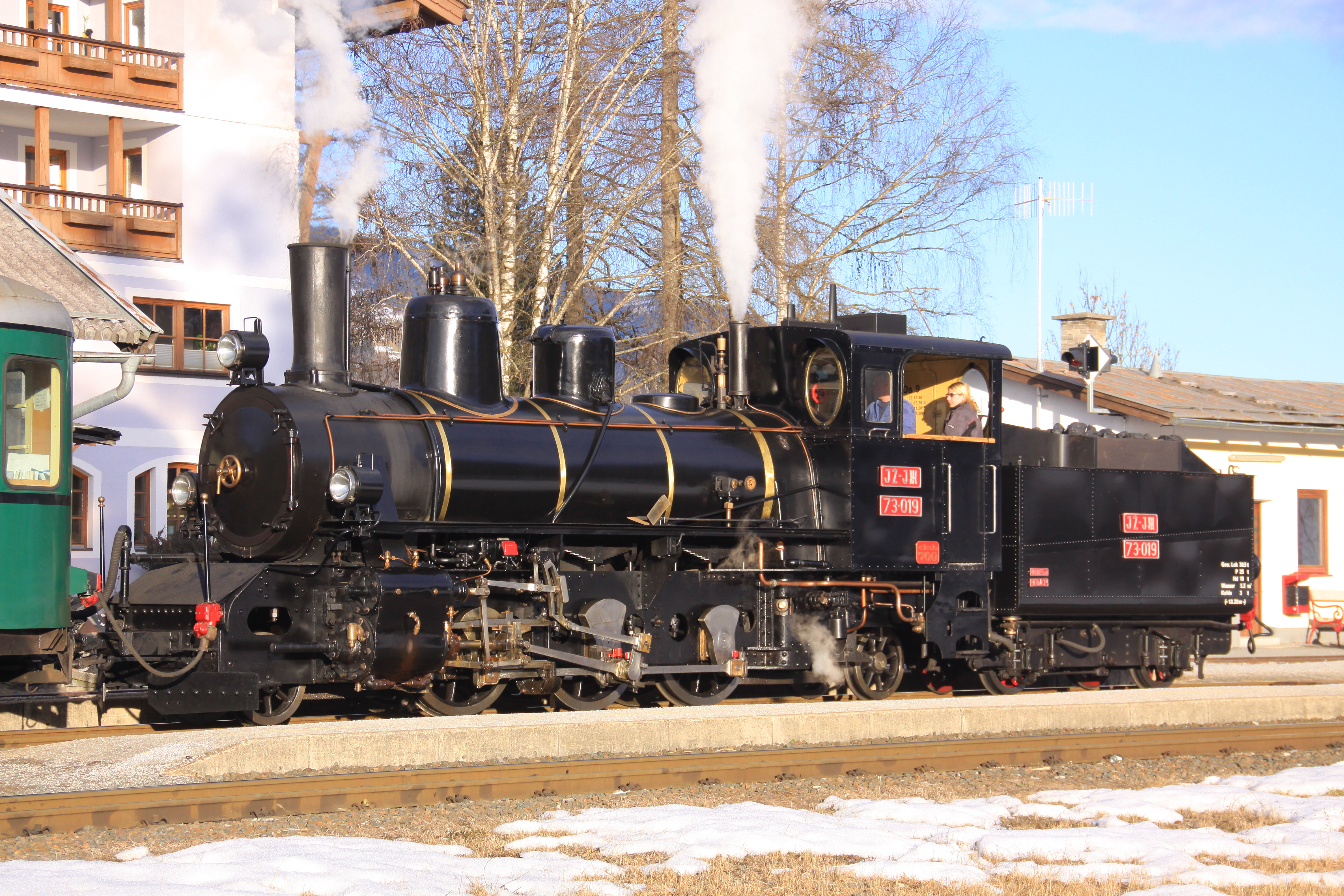
Die für die BHStB gebauten Schnellzuglokomotiven JŽ 73 wurden auch in Serbien im höherwertigen Personenzugdienst eingesetzt.
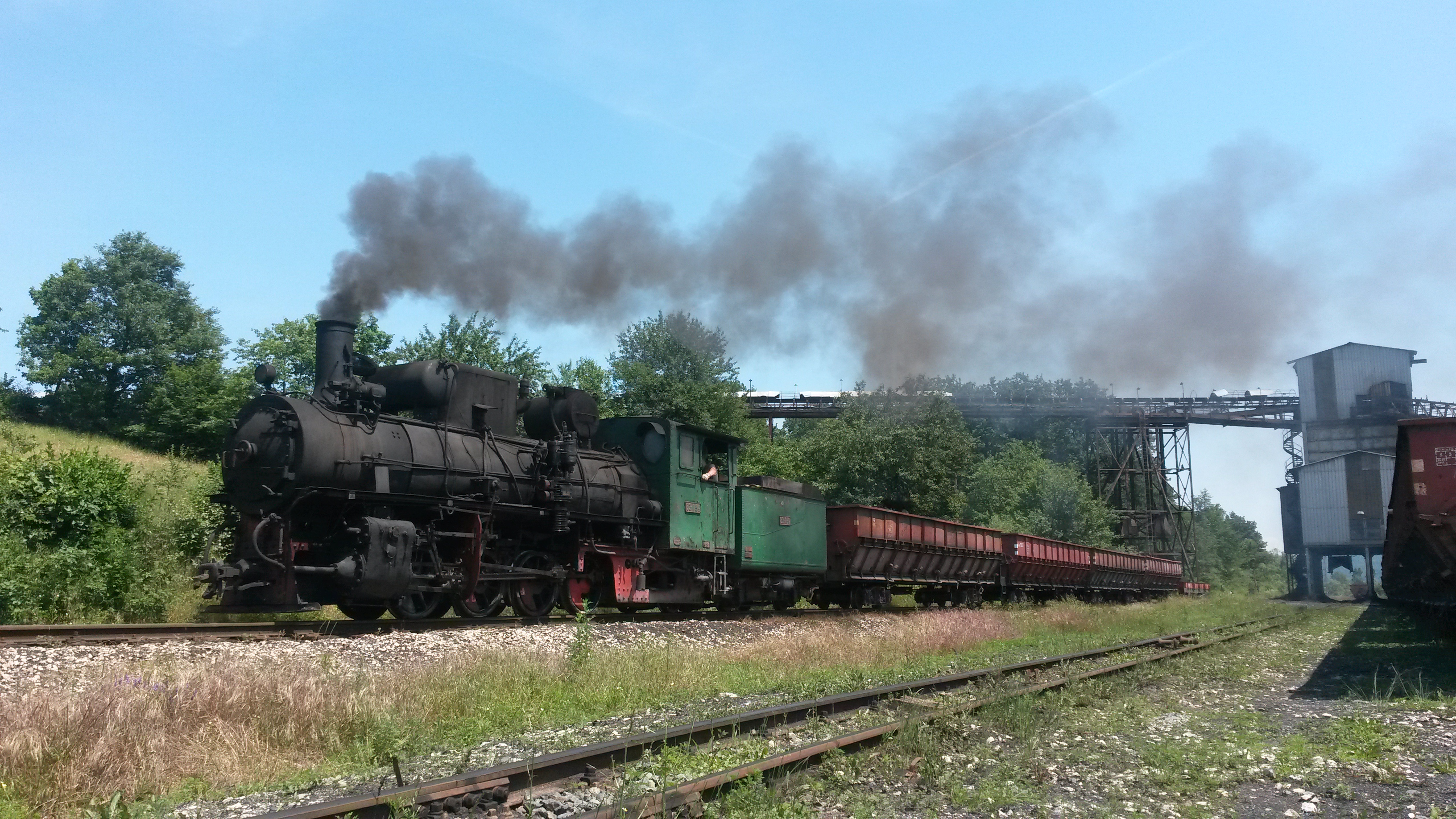
Als Universallokomotive wurde die Baureihe 83 sowohl im Personen- als auch im Güterzugsdienst eingesetzt.